# Arthur Cyprian Harper

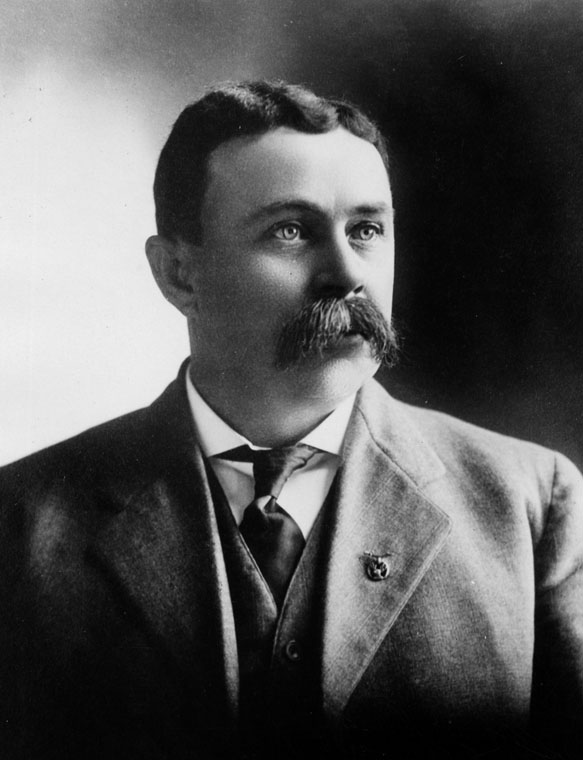
Arthur Cyprian Harper

Arthur Cyprian Harper (* 1866 in Columbus, Lowndes County, Mississippi; † 25. Dezember 1948 in Palmdale, Kalifornien) war ein US-amerikanischer Politiker. Zwischen 1906 und 1909 war er Bürgermeister der Stadt Los Angeles.

## Werdegang
Über die Jugend und Schulausbildung von Arthur Harper ist nicht viel überliefert. Er war der Sohn eines Eisenwarenhändlers und kam schon als Kind nach Los Angeles, wo er ebenfalls in der Eisenwarenbranche arbeitete. Gleichzeitig schlug er als Mitglied der Demokratischen Partei eine politische Laufbahn ein.
Im Jahr 1906 wurde Harper zum Bürgermeister von Los Angeles gewählt. Dieses Amt bekleidete er nach einer Wiederwahl zwischen dem 13. Dezember 1906 und seinem Rücktritt am 11. März 1909. Während seiner Amtszeit begannen die Arbeiten am Los Angeles Civic Center. Damals nahmen die ersten Filmstudios ihre Arbeit in der Stadt auf. Außerdem wurde das Bankensystem von Los Angeles neu organisiert. Harpers Amtsführung war aber auch von Korruptionsvorwürfen überschattet. Vor allem bei seiner Wiederwahl im Jahr 1908 scheint es nicht mit legalen Mitteln zugegangen zu sein. Es wurde eine Kommission eingesetzt, die eine Neuwahl ansetzte. Daraufhin trat Harper unter dem Druck der Vorwürfe von seinem Amt zurück.
Nach dem Ende seiner Zeit als Bürgermeister wurde Harper Vizepräsident der Consolidated Pipe Company of Bakersfield. Diesen Posten bekleidete er bis zu seinem Tod am 25. Dezember 1948.